# Aalestrup
Aalestrup è un centro abitato della Danimarca situato nella regione dello Jutland Settentrionale, fa parte del comune di Vesthimmerland.
La cittadina, che ha 2 796 abitanti, è situata nella parte meridionale della regione dello Himmerland, circa 14 km a sud di Aars, 18 km a est di Hvalpsund e circa 18 km a ovest di Hobro.
Il nome, che nel XIV secolo era Allestorp, deriva dall'unione del nome maschile Ālef con la parola torp, insediamento.

## Storia
Fino alla riforma amministrativa del gennaio 2007, era capoluogo del comune omonimo.
Nel 1899 vi venne fondata una fabbrica di biciclette attiva fino al 1960, nel 1974 in un edificio dello stabilimento venne aperto il museo danese della bicicletta.